# Stadio Marcantonio Bentegodi
Stadio Marcantonio Bentegodi je víceúčelový stadion ve venetské Veroně. V současnosti je nejvíce využíván pro fotbal. Byl postaven v roce 1963 a byl přestavěn v roce 1989. Jeho kapacita činí 39 371 diváků a své domácí zápasy zde hrají týmy AC ChievoVerona a Hellas Verona. Pro fotbalové zápasy je lehce znevýhodněn kvůli atletické dráze. Hrály se zde některé zápasy Mistrovství světa ve fotbale 1990.